# Địa khu Dobrzyń
Địa khu Dobrzyń (tiếng Đức: Dobrinerland, tiếng Ba Lan: ziemia dobrzyńska) là một vùng lịch sử, với thủ đô ở Dobrzyń nad Wisłą ở bắc trung bộ Ba Lan ở Đại Ba Lan, giữa Mazovia và Phổ. Nó tọa lạc ở đông bắc sông Vistula, phía nam Drwęca, và phía tây Skrwa. Lãnh thổ xấp xỉ tương ứng với các powiat ngày nay Lipno, Rypin, và một nửa Golub-Dobrzyń trong tỉnh Kuyavia-Pomerania,.dù cũng bao gồm một số khu vực của các huyện khác nữa. Tổng cộng có diện tích khoảng 3000 km² và dân số 200.000 người. 

## Lịch sử

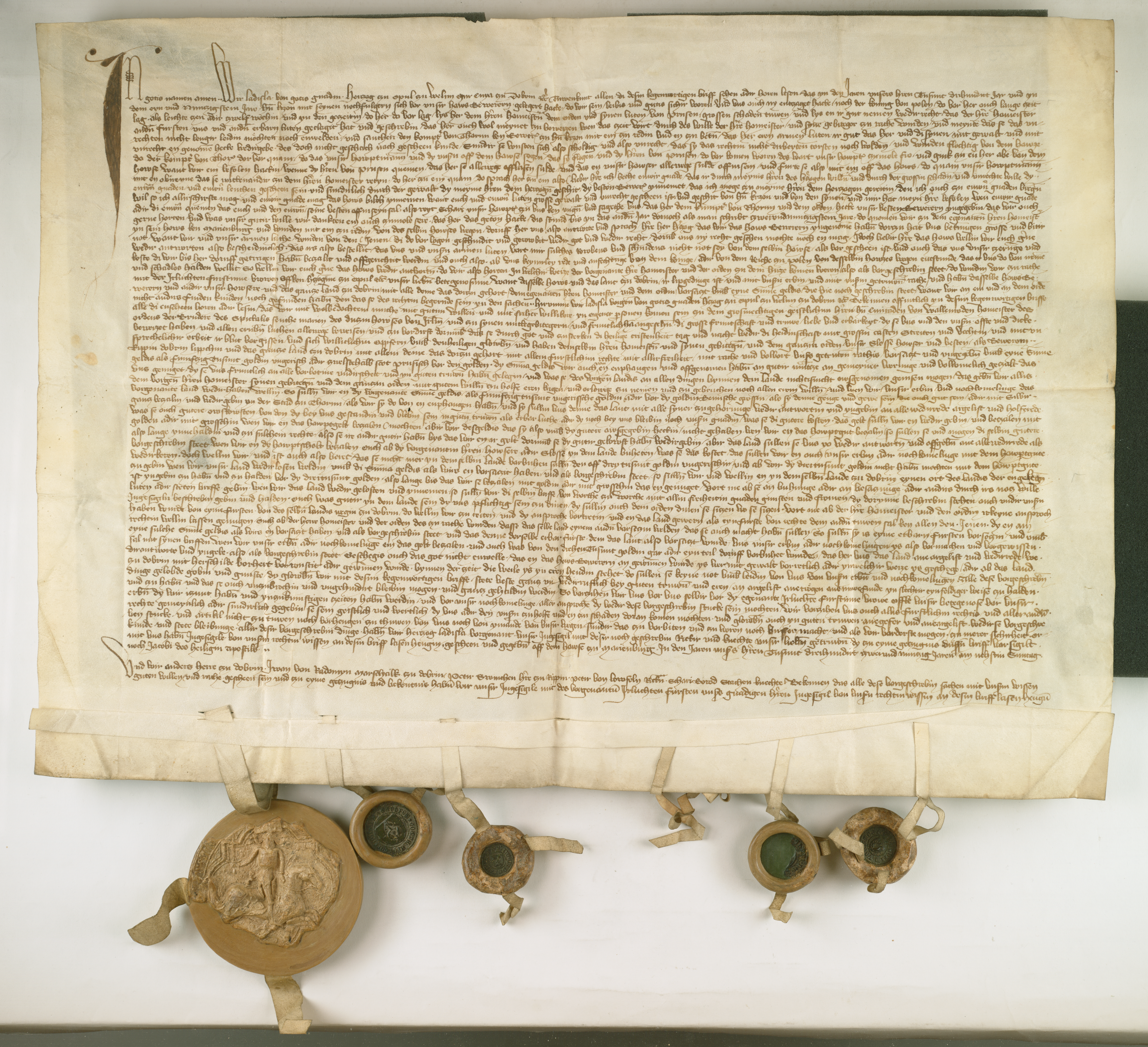
Tài liệu công nhận quyền tự trị của giáo phận do hoàng đế Władysław Opolczyk ban năm 1392.

Những khu vực này là một phần của bang Piast có lẽ kể từ khi công tước [Mieszko I của Ba Lan]ư (960–992). Khi hậu duệ của ông Công tước Bolesław III Wrymouth qua đời vào năm 1138, họ được giao cho Lãnh địa Công tước Masovia mới thành lập. Trong cuộc Thập tự chinh Phổ của mình, Công tước Konrad I của Masovia năm 1228 đã thiết lập Hội Dobrzyń của các hiệp sĩ Đức (fratribus militiae Christi ở Phổ), những người mà ông đã trao cho các bất động sản Dobrzyń. Tuy nhiên, ngay sau đó, hội này đã bị các Hiệp sĩ Teuton sáp nhập, và họ đã thiết lập Nhà nước của Hội Teuton ở vùng Chełmno Land liền kề. Trong suốt nửa sau của thế kỷ 13, nó thuộc về Kuyavian Piasts, nhánh mới của triều đại Mazovian. Cuối cùng, cùng với các quốc gia khác, nó trở thành một phần của Vương quốc Ba Lan được tái lập.
Trong cuộc Chiến tranh Ba Lan – Teuton năm 1326–1332, các lực lượng của Nhà nước đã chiếm đóng Địa khu Dobrzyń, tuy nhiên đã bị từ bỏ cho Vương quốc Ba Lan trong Hiệp ước Kalisz năm 1343. Các Hiệp sĩ tạm thời giành lại quyền kiểm soát trong cuộc chiến tranh Ba Lan-Litva-Teutonic năm 1409–1411, nhưng sau thất bại của họ trong trận Grunwald phải trả lại nó theo Peace of Thorn. Nó được kết hợp vào trong cuộc đua của Inowrocław Voipodeship của Ba Lan Crown và Thịnh vượng chung Ba Lan - Litva. Tuy nhiên, nó vẫn còn trong Giáo phận Mazłian của Płock (và không phải trong Giáo phận Ba Lan của Włocławek).
Trong khi phần phía tây của chúa đã được sáp nhập bởi Phổ thông qua quá trình phân vùng đầu tiên của Ba Lan năm 1772, Địa khu Dobrzyń trên bờ phía đông của Vistula được kết hợp vào Nam Phổ trong phân vùng thứ hai năm 1793. Nó được quản lý với New East Prussia từ năm 1795 trở đi, cho đến năm 1807, nó trở thành một phần của Công tước Napoleon thuộc Hiệp ước Tilsit. Tuy nhiên, năm 1815, nó được gắn liền với Quốc hội Ba Lan dưới thời Đế quốc Nga.
Đất Dobrzyń sau Thế chiến I rơi từ Nga sang nước Cộng hòa Ba Lan độc lập được tái lập, nó bị chiếm đóng bởi Đức Quốc Xã trong Thế Chiến II, sau đó nó được phục hồi về Ba Lan.